# ژول آکورسی
ژول آکورسی (انگلیسی: Jules Accorsi؛ زادهٔ ۲۷ ژوئن ۱۹۳۷) بازیکن فوتبال اهل فرانسه است.
از باشگاه‌هایی که در آن بازی کرده‌است می‌توان به باشگاه فوتبال آژاکسیو، باشگاه فوتبال باستیا، و باشگاه فوتبال استاد رنس اشاره کرد.